# Blagovest Stojanov
Blagovest Stoyanov (in bulgaro Благовест Стоянов?; Asenovgrad, 21 marzo 1968) è un ex canoista bulgaro.
Alle olimpiadi di Barcellona 1992 ha vinto una medaglia di bronzo nel C2 500 m, in coppia con Martin Marinov. Si è ritirato dall'attività agonistica

## Palmarès
- Olimpiadi

Barcellona 1992: bronzo nel C2 500 m.
- Mondiali

1994: bronzo nel C2 500 m.
1995: bronzo nel C2 200 m.
- Campionati europei di canoa/kayak sprint

Plovdiv 1997: bronzo nel C4 500m.